# قعشوم قرمزي
قعشوم قرمزي (الاسم العلمي:Holothyrus coccinella) هو نوع من القراديات يتبع جنس القعشوم من فصيلة القعشومات.